# National League North and South 2025-26
La temporada 2025–26 de la National League North & South, conocida como la Vanarama National League North & South por razones de patrocinio, es la temporada número 31 en general de la sexta división inglesa.

## National League North

### Ascensos y descensos
| Pos.                             | a National League North |
| -------------------------------- | ----------------------- |
| 1.º Northern Premier League      | Macclesfield F. C.      |
| Play-off Northern Premier League | Worksop Town            |
| 1° Southern Football League.     | Bedford Town            |
| Play-off                         | Telford United          |
| 1° Premier Division South.       | Merthyr Town            |

| Pos. | a National League North |
| ---- | ----------------------- |
| 23.º | AFC Fylde               |

| Pos.  | a National League 2025-26 |
| ----- | ------------------------- |
| 1.º   | Brackley Town             |
| Prom. | Scunthorpe United         |

| Pos. | a Southern Football League |
| ---- | -------------------------- |
| 21.º | Needham Market F.C.        |

| Pos. | a Northern Premier League |
| ---- | ------------------------- |
| 22.º | Warrington Town           |
| 23.º | Rushall Olympic           |

| Pos. | a Northern Counties East League |
| ---- | ------------------------------- |
| 24.º | Farsley Celtic                  |

### Información de los equipos
| Equipo                 | Ciudad                 | Entrenador        | Estadio                    | Capacidad |
| ---------------------- | ---------------------- | ----------------- | -------------------------- | --------- |
| AFC Fylde              | Flyde                  | TBD               | Mill Farm                  | 6 000     |
| Alfreton Town          | Alfreton               | Billy Heath       | North Street               | 3 600     |
| Bedford Town           | Bedford                | Lee Bircham       | The New Eyrie              | 3 000     |
| Buxton                 | Buxton                 | John McGrath      | The Silverlands            | 4 900     |
| Chester                | Chester                | Calum McIntyre    | Deva Stadium               | 5 126     |
| Chorley                | Chorley                | Andy Preece       | Victory Park               | 4 300     |
| Curzon                 | Ashton-under-Lyne      | Craig Mahon       | Tameside Stadium           | 4 000     |
| Darlington F. C        | Darlington             | Steve Watson      | Blackwell Meadows          | 3 300     |
| Hereford United        | Hereford               | Paul Caddis       | Edgar Street               | 5 250     |
| Kidderminster Harriers | Kidderminster          | TBD               | Aggborough Stadium         | 8 200     |
| King's Lynn Town       | King's Lynn            | TBD               | The Walks                  | 6 238     |
| Leamington             | Leamington             | Pablo Holleran    | New Windmill Ground        | 3 050     |
| Macclesfield F. C.     | Macclesfield           | Robbie Savage     | Moss Rose                  | 5 300     |
| Marine                 | Crosby                 | Bobby Grant       | Rossett Park               | 2 200     |
| Merthyr Town           | Merthyr Tydfil (Gales) | Paul Michael      | Penydarren Park            | 4 000     |
| Oxford City            | Oxford                 | Ross Jenkins      | Court Place Farm           | 3 500     |
| Petersborough F. C.    | Peterborough           | Michael Gash      | Lincoln Road               | 2 300     |
| Radcliffe F. C.        | Bury                   | Bernard Morley    | Stainton Park              | 3 500     |
| Scarborough Athletic   | Scarborough            | Jonathan Greening | Scarborough Sports Village | 2 833     |
| South Shields          | South Shields          | TBD               | Cloud Arena                | 4 000     |
| Southport F. C.        | Southport              | Neil Danns        | Haig Avenue                | 6 008     |
| Spennymoor Town        | Durham                 | Graeme Lee        | The Brewery Field          | 4 300     |
| Telford United         | Telford                | Kevin Wilkin      | New Bucks Head             | 6 300     |
| Worksop Town           | Worksop                | Craig Parry       | Sandy Lane                 | 2 500     |

### Clasificación
El campeón equipos de la clasificación ascienden directamente a la National League, los clubes ubicados del segundo al séptimo puesto disputan un play-off para determinar un segundo ascenso. Por otro lado, los 4 últimos equipos de la clasificación, descenderán directamente a la Northern Premier League o la Southern Football League según su posición geográfica.
| Pos. | Equipo                 | Pts. | PJ | G | E | P | GF | GC | Dif. | Clasificación 2025-26                              |
| ---- | ---------------------- | ---- | -- | - | - | - | -- | -- | ---- | -------------------------------------------------- |
| 1    | South Shields          | 9    | 3  | 3 | 0 | 0 | 5  | 0  | +5   | Ascenso a la National League                       |
| 2    | King's Lynn Town       | 7    | 3  | 2 | 1 | 0 | 8  | 1  | +7   | Semifinal del Play-off para la National League     |
| 3    | Chorley                | 7    | 3  | 2 | 1 | 0 | 8  | 4  | +4   | Semifinal del Play-off para la National League     |
| 4    | Merthyr Town           | 6    | 3  | 2 | 0 | 1 | 6  | 3  | +3   | Primera ronda del Play-off para la National League |
| 5    | AFC Fylde              | 6    | 3  | 2 | 0 | 1 | 7  | 5  | +2   | Primera ronda del Play-off para la National League |
| 6    | Macclesfield F. C.     | 6    | 3  | 2 | 0 | 1 | 6  | 4  | +2   | Primera ronda del Play-off para la National League |
| 7    | Marine                 | 6    | 3  | 2 | 0 | 1 | 5  | 3  | +2   | Primera ronda del Play-off para la National League |
| 8    | Spennymoor Town        | 6    | 3  | 2 | 0 | 1 | 4  | 5  | −1   |                                                    |
| 9    | Kidderminster Harriers | 5    | 3  | 1 | 2 | 0 | 3  | 2  | +1   |                                                    |
| 10   | Bedford Town           | 4    | 3  | 1 | 1 | 1 | 6  | 6  | 0    |                                                    |
| 11   | Oxford City            | 4    | 3  | 1 | 1 | 1 | 5  | 5  | 0    |                                                    |
| 12   | Scarborough Athletic   | 4    | 3  | 1 | 1 | 1 | 4  | 4  | 0    |                                                    |
| 13   | Chester                | 4    | 3  | 1 | 1 | 1 | 4  | 6  | −2   |                                                    |
| 14   | Darlington F. C.       | 3    | 3  | 1 | 0 | 2 | 6  | 6  | 0    |                                                    |
| 15   | Curzon                 | 3    | 3  | 0 | 3 | 0 | 3  | 3  | 0    |                                                    |
| 16   | Buxton                 | 3    | 3  | 1 | 0 | 2 | 4  | 5  | −1   |                                                    |
| 17   | Southport F. C.        | 3    | 3  | 1 | 0 | 2 | 4  | 6  | −2   |                                                    |
| 18   | Radcliffe F. C.        | 3    | 3  | 1 | 0 | 2 | 3  | 5  | −2   |                                                    |
| 19   | Hereford United        | 3    | 3  | 1 | 0 | 2 | 2  | 5  | −3   |                                                    |
| 20   | Telford United         | 2    | 3  | 0 | 2 | 1 | 3  | 5  | −2   |                                                    |
| 21   | Leamington             | 2    | 3  | 0 | 2 | 1 | 1  | 3  | −2   | Descenso a la Northern/Southern Premier League.    |
| 22   | Worksop Town           | 1    | 3  | 0 | 1 | 2 | 3  | 6  | −3   | Descenso a la Northern/Southern Premier League.    |
| 23   | Petersborough F. C.    | 1    | 3  | 0 | 1 | 2 | 2  | 6  | −4   | Descenso a la Northern/Southern Premier League.    |
| 24   | Alfreton Town          | 1    | 3  | 0 | 1 | 2 | 2  | 7  | −5   | Descenso a la Northern/Southern Premier League.    |

Actualizado a los partidos jugados el 20 de agosto de 2025.
 Fuente: National League North

### Play-offs para la National League
|  | Cuartos de final | Cuartos de final | Cuartos de final |  |  | Semifinal | Semifinal | Semifinal |  |  | Final | Final | Final |  |
|  |                  |                  |                  |  |  |           |           |           |  |  |       |       |       |  |
|  |                  |                  |                  |  |  |           |           |           |  |  |       |       |       |  |
|  | 5                |                  |                  |  |  |           |           |           |  |  |       |       |       |  |
|  |                  |                  |                  |  |  |           |           |           |  |  |       |       |       |  |
|  | 6                |                  |                  |  |  |           |           |           |  |  |       |       |       |  |
|  |                  | 2                |                  |  |  |           |           |           |  |  |       |       |       |  |
|  |                  |                  |                  |  |  |           |           |           |  |  |       |       |       |  |
|  |                  |                  |                  |  |  |           |           |           |  |  |       |       |       |  |
|  |                  |                  |                  |  |  |           |           |           |  |  |       |       |       |  |
|  |                  |                  |                  |  |  |           |           |           |  |  |       |       |       |  |
|  |                  |                  |                  |  |  |           |           |           |  |  |       |       |       |  |
|  |                  |                  |                  |  |  |           |           |           |  |  |       |       |       |  |
|  |                  |                  |                  |  |  |           |           |           |  |  |       |       |       |  |
|  |                  |                  |                  |  |  |           |           |           |  |  |       |       |       |  |
|  | 4                |                  |                  |  |  |           |           |           |  |  |       |       |       |  |
|  |                  |                  |                  |  |  |           |           |           |  |  |       |       |       |  |
|  | 7                |                  |                  |  |  |           |           |           |  |  |       |       |       |  |
|  |                  | 3                |                  |  |  |           |           |           |  |  |       |       |       |  |
|  |                  |                  |                  |  |  |           |           |           |  |  |       |       |       |  |
|  |                  |                  |                  |  |  |           |           |           |  |  |       |       |       |  |
|  |                  |                  |                  |  |  |           |           |           |  |  |       |       |       |  |
|  |                  |                  |                  |  |  |           |           |           |  |  |       |       |       |  |
|  |                  |                  |                  |  |  |           |           |           |  |  |       |       |       |  |
|  |                  |                  |                  |  |  |           |           |           |  |  |       |       |       |  |
|  |                  |                  |                  |  |  |           |           |           |  |  |       |       |       |  |

## National League South

### Ascensos y descensos
| Pos.                              | a National League South |
| --------------------------------- | ----------------------- |
| 1.º Isthmian Premier League       | Horsham                 |
| Play-off Isthmian Premier League  | Dover Athletic          |
| Play-off Southern Football League | AFC Totton              |

| Pos. | a National League South |
| ---- | ----------------------- |
| 21.º | Dagenham & Redbridge    |
| 22°  | Maidenhead United       |
| 24°  | Ebbsfleet United        |

| Pos.  | a National League 2025-26 |
| ----- | ------------------------- |
| 1.º   | Truro City                |
| Prom. | Boreham Wood              |

| Pos. | a Isthmian Premier League    |
| ---- | ---------------------------- |
| 21.º | Albans City                  |
| 22.º | Welling United Football Club |
| 24.º | Aveley F. C.                 |

| Pos. | a Southern League Premier Division South |
| ---- | ---------------------------------------- |
| 23.º | Weymouth                                 |

### Información de los equipos
| Equipo                     | Ciudad              | Entrenador                | Estadio                              | Capacidad |
| -------------------------- | ------------------- | ------------------------- | ------------------------------------ | --------- |
| AFC Totton                 | Totton              | Jimmy Ball                | Testwood Stadium                     | 3 000     |
| Bath City                  | Bath                | Darren Way                | Twerton Park                         | 8 840     |
| Chelmsford City            | Chelmsford          | Angelo Harrop             | Melbourne Stadium                    | 3 019     |
| Chesham United             | Chelmsford          | James Duncan              | The Meadow                           | 5 000     |
| Chippenham Town            | Chippenham          | Gary Horgan               | Hardenhuish Park                     | 3 000     |
| Dagenham & Redbridge       | Londres             | TBD                       | Victoria Road                        | 6 078     |
| Dorking Wanderers          | Dorking             | Marc White                | Meadowbank Stadium                   | 4 250     |
| Dover Athletic             | Dover               | Jake Leberl               | Crabble Athletic Ground              | 6 500     |
| Eastbourne Borough         | Eastbourne          | TBD                       | Priory Lane                          | 4 151     |
| Ebbsfleet United           | Northfleet          | Josh Wright               | Stonebridge Road                     | 4 800     |
| Enfield Town               | Londres (Enfield)   | Gavin MacPherson          | Queen Elizabeth II Stadium           | 2 500     |
| Farnborough                | Farnborough         | Spencer Day               | Saunders Transport Community Stadium | 7 000     |
| Hampton & Richmond Borough | Londres (Hampton)   | Alan Julian               | Beveree Stadium                      | 3 500     |
| Hemel Hempstead Town       | Hemel Hempstead     | Lee Allinson              | Vauxhall Road                        | 3 152     |
| Hornchurch                 | Londres (Upminster) | Daryl McMahon             | Hornchurch Stadium                   | 3 500     |
| Horsham                    | Horsham             | Dominic di Paola          | The Camping World Community Stadium  | 3 000     |
| Maidenhead United          | Maidenhead          | Alan Devonshire           | York Road                            | 4 000     |
| Maidstone United           | Maidstone           | George Elokobi            | Gallagher Stadium                    | 4 200     |
| Salisbury                  | Salisbury           | Brian Dutton              | Raymond McEnhill Stadium             | 5 000     |
| Slough Town                | Slough              | Scott Davies              | Arbour Park                          | 2 000     |
| Tonbridge Angels           | Tonbridge           | Scott Wagstaff (Interino) | Longmead Stadium                     | 3 000     |
| Torquay United             | Torquay             | Paul Wotton               | Plainmoor                            | 6 500     |
| Weston-super-Mare          | Weston-super-Mare   | Scott Bartlett            | Woodspring Stadium                   | 3 500     |
| Worthing                   | Worthing            | Chris Agutter             | Woodside Road                        | 4 000     |

### Clasificación
El campeón equipos de la clasificación ascienden directamente a la National League, los clubes ubicados del segundo al séptimo puesto disputan un play-off para determinar un segundo ascenso. Por otro lado, los 4 últimos equipos de la clasificación, descenderán directamente a la Southern Premier League o la Isthmian Premier League según su posición geográfica.
| Pos. | Equipo                     | Pts. | PJ | G | E | P | GF | GC | Dif. | Clasificación 2025-26                              |
| ---- | -------------------------- | ---- | -- | - | - | - | -- | -- | ---- | -------------------------------------------------- |
| 1    | AFC Totton                 | 6    | 2  | 2 | 0 | 0 | 6  | 2  | +4   | Ascenso a la National League                       |
| 2    | Ebbsfleet United           | 6    | 2  | 2 | 0 | 0 | 3  | 0  | +3   | Semifinal del Play-off para la National League     |
| 3    | Hornchurch                 | 6    | 2  | 2 | 0 | 0 | 5  | 3  | +2   | Semifinal del Play-off para la National League     |
| 4    | Chesham United             | 6    | 2  | 2 | 0 | 0 | 5  | 3  | +2   | Primera ronda del Play-off para la National League |
| 5    | Hampton & Richmond Borough | 4    | 2  | 1 | 1 | 0 | 3  | 0  | +3   | Primera ronda del Play-off para la National League |
| 6    | Torquay United             | 4    | 2  | 1 | 1 | 0 | 4  | 2  | +2   | Primera ronda del Play-off para la National League |
| 7    | Worthing                   | 4    | 2  | 1 | 1 | 0 | 5  | 4  | +1   | Primera ronda del Play-off para la National League |
| 8    | Hemel Hempstead Town       | 4    | 2  | 1 | 1 | 0 | 2  | 1  | +1   |                                                    |
| 9    | Chelmsford City            | 4    | 2  | 1 | 1 | 0 | 1  | 0  | +1   |                                                    |
| 10   | Dover Athletic             | 3    | 2  | 1 | 0 | 1 | 4  | 4  | 0    |                                                    |
| 11   | Maidstone United           | 2    | 2  | 0 | 2 | 0 | 2  | 2  | 0    |                                                    |
| 12   | Salisbury                  | 2    | 2  | 0 | 2 | 0 | 0  | 0  | 0    |                                                    |
| 13   | Farnborough                | 1    | 2  | 0 | 1 | 1 | 3  | 4  | −1   |                                                    |
| 14   | Bath City                  | 1    | 2  | 0 | 1 | 1 | 2  | 3  | −1   |                                                    |
| 15   | Chippenham Town            | 1    | 2  | 0 | 1 | 1 | 2  | 3  | −1   |                                                    |
| 16   | Eastbourne Borough         | 1    | 2  | 0 | 1 | 1 | 2  | 3  | −1   |                                                    |
| 17   | Weston-super-Mare          | 1    | 2  | 0 | 1 | 1 | 2  | 3  | −1   |                                                    |
| 18   | Maidenhead United          | 1    | 2  | 0 | 1 | 1 | 1  | 2  | −1   |                                                    |
| 19   | Slough Town                | 1    | 2  | 0 | 1 | 1 | 0  | 1  | −1   |                                                    |
| 20   | Enfield Town               | 1    | 2  | 0 | 1 | 1 | 1  | 3  | −2   |                                                    |
| 21   | Dagenham & Redbridge       | 1    | 2  | 0 | 1 | 1 | 0  | 2  | −2   | Descenso a la Northern/Southern Premier League.    |
| 22   | Dorking Wanderers          | 1    | 2  | 0 | 1 | 1 | 2  | 5  | −3   | Descenso a la Northern/Southern Premier League.    |
| 23   | Tonbridge Angels           | 1    | 2  | 0 | 1 | 1 | 0  | 3  | −3   | Descenso a la Northern/Southern Premier League.    |
| 24   | Horsham                    | 0    | 2  | 0 | 0 | 2 | 3  | 5  | −2   | Descenso a la Northern/Southern Premier League.    |

Actualizado a los partidos jugados el 16 de agosto de 2025.
 Fuente: National League South

### Play-offs para la National League
|  | Cuartos de final | Cuartos de final | Cuartos de final |  |  | Semifinal | Semifinal | Semifinal |  |  | Final | Final | Final |  |
|  |                  |                  |                  |  |  |           |           |           |  |  |       |       |       |  |
|  |                  |                  |                  |  |  |           |           |           |  |  |       |       |       |  |
|  | 5                |                  |                  |  |  |           |           |           |  |  |       |       |       |  |
|  |                  |                  |                  |  |  |           |           |           |  |  |       |       |       |  |
|  | 6                |                  |                  |  |  |           |           |           |  |  |       |       |       |  |
|  |                  | 2                |                  |  |  |           |           |           |  |  |       |       |       |  |
|  |                  |                  |                  |  |  |           |           |           |  |  |       |       |       |  |
|  |                  |                  |                  |  |  |           |           |           |  |  |       |       |       |  |
|  |                  |                  |                  |  |  |           |           |           |  |  |       |       |       |  |
|  |                  |                  |                  |  |  |           |           |           |  |  |       |       |       |  |
|  |                  |                  |                  |  |  |           |           |           |  |  |       |       |       |  |
|  |                  |                  |                  |  |  |           |           |           |  |  |       |       |       |  |
|  |                  |                  |                  |  |  |           |           |           |  |  |       |       |       |  |
|  |                  |                  |                  |  |  |           |           |           |  |  |       |       |       |  |
|  | 4                |                  |                  |  |  |           |           |           |  |  |       |       |       |  |
|  |                  |                  |                  |  |  |           |           |           |  |  |       |       |       |  |
|  | 7                |                  |                  |  |  |           |           |           |  |  |       |       |       |  |
|  |                  | 3                |                  |  |  |           |           |           |  |  |       |       |       |  |
|  |                  |                  |                  |  |  |           |           |           |  |  |       |       |       |  |
|  |                  |                  |                  |  |  |           |           |           |  |  |       |       |       |  |
|  |                  |                  |                  |  |  |           |           |           |  |  |       |       |       |  |
|  |                  |                  |                  |  |  |           |           |           |  |  |       |       |       |  |
|  |                  |                  |                  |  |  |           |           |           |  |  |       |       |       |  |
|  |                  |                  |                  |  |  |           |           |           |  |  |       |       |       |  |
|  |                  |                  |                  |  |  |           |           |           |  |  |       |       |       |  |